# Eremaeus brevitarsus
Eremaeus brevitarsus är en kvalsterart som först beskrevs av Ewing 1917.  Eremaeus brevitarsus ingår i släktet Eremaeus och familjen Eremaeidae. Inga underarter finns listade i Catalogue of Life.